# Байер-Луф, Анке
Анке Байер-Луф (нем. Anke Baier-Loef; род. 22 мая 1972 года, Айзенах, ГДР) — немецкая конькобежка, серебряный призёр зимних Олимпийских игр 1994 года, 2-кратная чемпионка Германии в спринтерском многоборье и 18-кратная призёр чемпионата Германии. Выступала за клуб "ESC Erfurt".

## Биография
Анке Байер с раннего детства занималась лёгкой атлетикой (бег на 800 и 300 метров с препятствиями) и считалась талантливой спортсменкой. В декабре 1985 года она впервые встала на коньки, под руководством тренера Стефана Гнейпеля, и всего через восемь недель катания на коньках стала чемпионкой Восточной Германии в своей возрастной категории. В 1987 году вновь выиграла чемпионат ГДР среди юниоров до 15 лет, а также выиграла золото Детско-юношеской Спартакиады ГДР.
В 1988 году в третий раз стала чемпионкой ГДР среди юниоров до 16 лет и на соревнованиях соцстран "Дружба-88" попала в призы в забегах на 500 и 1000 метров. В 1989 году в Киеве впервые участвовала в чемпионате мира среди юниоров, откуда вернулась в качестве вице-чемпионки мира, уступив только своей соотечественнице Ульрике Адеберг. Через год повторно заняла 2-е место после Адеберг и только в 1991 году стала чемпионкой мира среди юниоров в Калгари. 
В том же 1991 году уже в объединённой Германии Анке дебютировала на Кубке мира, заняла 3-е место в спринте на Национальном чемпионате и дебютировала на спринтерском чемпионате мира в Инцелле, где заняла 10-е место. В сезоне 1991/92 она заняла 3-е место на 1-м этапе Кубка мира в Берлине, а следом на чемпионате Германии выиграла серебряные медали на дистанциях 500 и 1000 метров. В 1992 году впервые участвовала на зимних Олимпийских играх в Альбервилле и заняла 9-е место в беге на 1000 м и 10-е на 500 м. 
В марте 1992 года Анке заняла 5-е место на спринтерском чемпионате мира в Осло. Сезон 1992/93 провела успешно на Кубке мира, попав несколько раз на подиум на дистанции 1000 м. После чего вновь была второй на этих дистанциях на чемпионате Германии, а также выиграла спринтерское многоборье. На спринтерском чемпионате мира в Японии она заняла 15-е место. В 1994 году на зимних Олимпийских играх в Лиллехаммере Байер завоевала серебряную медаль на дистанции 1000 м. 
Несмотря на серебряную олимпийскую медаль, ей так и не удалось достичь высоких мировых результатов, так как всегда находилась в тени самых успешных спортсменок из Эрфурта и Берлина. Тем не менее, по результатам ежегодных соревнований она входила в десятку лучших конькобежек мира. С 1996 по 1998 год Анке Байер постоянно была в призах на спринтерских отдельных дистанциях на чемпионате Германии и в 1998 году вновь стала сильнейшей в спринтерском многоборье. 
В 1996 году на спринтерском чемпионате мира в Херенвене заняла 16-е место, а через год на индивидуальном чемпионате мира на отдельных дистанциях в Варшаве заняла 6-е место в забеге на 1000 м и на чемпионате мира в спринтерском многоборье в Хамаре поднялась на 7-е место. В 1997 году вышла замуж и взяла фамилию Луф. В марте 1998 года на спринтерском чемпионате мира в Берлине заняла 6-е место. В 1998 году завершила карьеру спортсменки.

## Личная жизнь и работа
Анке Байер в 1997 году вышла замуж за голландского конькобежца Ари Луфа. Она закончила обучение по управлению бизнесом и работала с 2002 года финансовым аналитиком в Нидерландах. С 2019 года и по- настоящее время работает бухгалтером в группе компании "Vion Food".